# Rentrisch
Rentrisch (ⓘ) ist ein Stadtteil der Mittelstadt St. Ingbert im saarländischen Saarpfalz-Kreis. Von 1957 bis Ende 1973 war Rentrisch eine eigenständige Gemeinde im Landkreis Saarbrücken. Mit seinen rund 1650 Einwohnern ist Rentrisch der kleinste Stadtteil.

## Geschichte

### Name
Der Ortsname ist ursprünglich ein Flurname. Er enthält im Grundwort das Wort Driesche, das ein zeitweise nicht für Ackerbau, sondern als Brachland oder Weide genutztes Gelände bezeichnet. Im Bereich von Rentrisch werden zuerst der Spellenstein, der „Rauschenborn“ und die „Brudermühle“ urkundlich genannt. Im ältesten St. Ingberter Weistum aus dem Jahr 1475 wird das „Mühlental“ genannt und ein Grenzstein, „stehet uf Brudermulen-Driesche am Rennfeldt“. Aus "Driesch" und "Rennfeldt" ist der Ortsname "Rentrisch" zusammengezogen. Im St. Ingberter Weistum von 1567 heißt die Stelle „Driesch am Rennfeldt“. 1764 geht der Graben des St. Ingberter Eisenwerks „bis auf den Renn triesch“. Das Bestimmungswort „Ren“ wird verschieden gedeutet. Wolfgang Krämer stellt es zu „Rain“ (‚Grenze‘), dann wieder zu „rennen“ (‚schnell reiten‘).

### Frühzeit

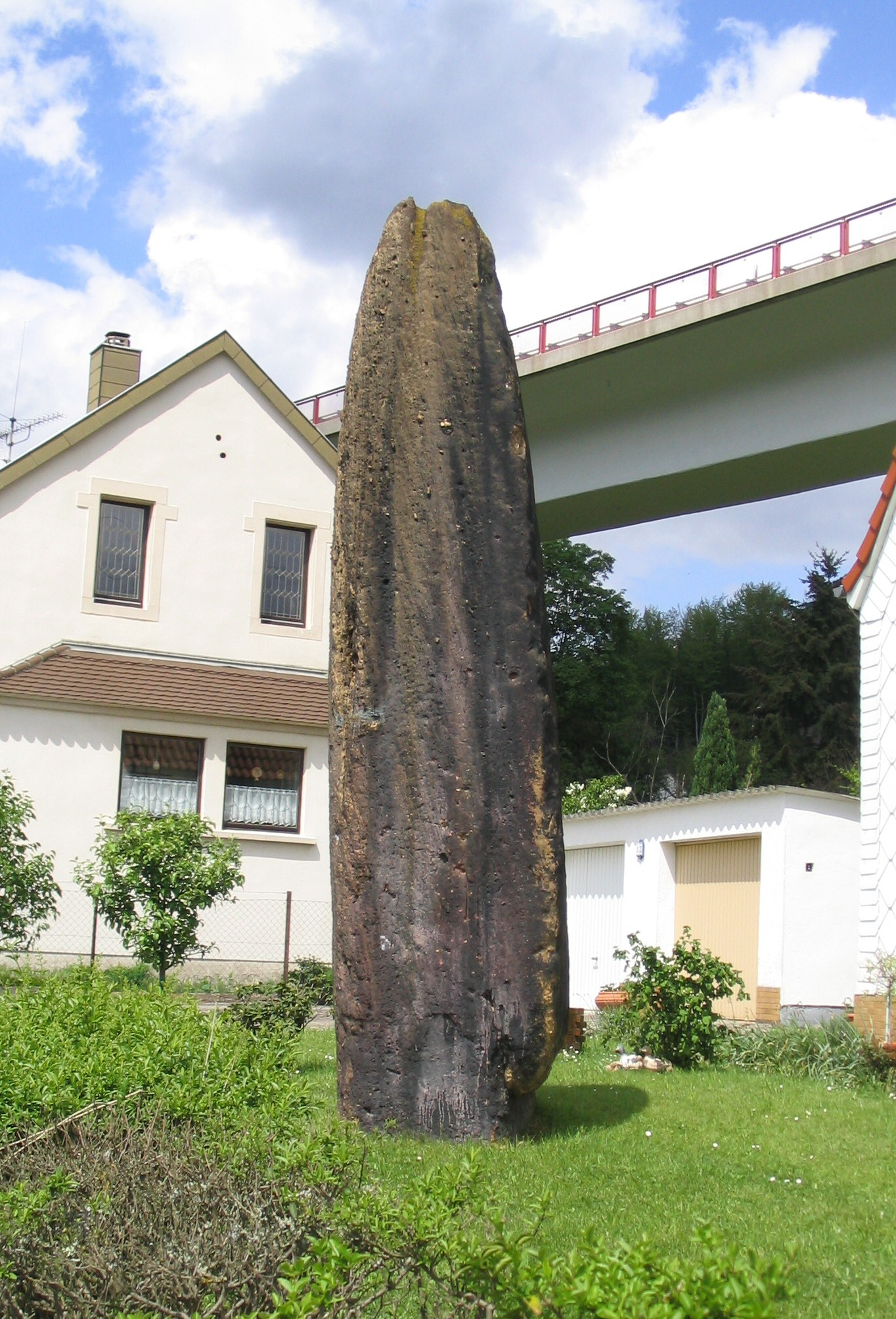
Der Spellenstein

Bodenfunde (Scherben von Urnen, Tongefäßen, Münzen, Lanzenspitzen, Axt und Beil, Mauerfundamente) im Rentrischer „Kirschgrund“ und im Raum des heutigen Friedhofs (1955) belegen, dass schon in der Zeit zwischen 160 und 200 n. Chr. Menschen auf dem Gebiet des heutigen Rentrisch lebten.

### Mittelalter
Das Gebiet des heutigen Rentrisch gehörte zur Gemarkung von Ensheim. Die Abtei Lubeln gab ihre Besitzungen in Ensheim im Jahr 1264 der Abtei Wadgassen, die schon andere Güter in Ensheim besaß, gegen Zahlung eines jährlichen Pachtzinses in Erbpacht.

### Frühe Neuzeit
1538 kaufte sich die Abtei Wadgassen von dieser Pachtzahlung frei und die Abtei Lubeln übergab ihr alle Rechte und Einkünfte in Ensheim einschließlich der hohen, mittleren und niederen Gerichtsbarkeit. Im Frühjahr 1558 ließ Herzog Wolfgang von Pfalz-Zweibrücken das seit etwa 35 Jahren nicht mehr ausgeübte Geleitrecht auf dem Abschnitt der Geleitstraße zwischen dem Spellenstein und Bruchmühlbach wiederaufleben, strittig war das Geleit durch die Gemarkung von St. Ingbert. Bei einem Zeugenverhör im Jahr 1562 erklärten die Zeugen übereinstimmend, dass Pfalz-Zweibrücken das Geleitrecht durch St. Ingberter Gemarkung „bis an das Renfeld“ habe. Der Geograph Tilemann Stella zeichnete den Spellenstein in seiner Landesaufnahme 1564 mit einer besonders hohen Grenzsteinsignatur auf dem Rennfelt als Pirmansstein ein. Die Hoheit über das Gebiet des heutigen Rentrisch kam von der Abtei Wadgassen an die Grafschaft Nassau-Saarbrücken.
Die Brudermühle wurde, wie auch die wenigen in der Nähe der Quelle des Rauschenborns und des Spellensteins vorhandenen Gebäude, im Dreißigjährigen Krieg zerstört. 1640 heißt es: „In Renndrisch ist nyemand als hungernd Soldateska …“ 1655 erklärte der Limbacher Schultheiß Niklaus Bauer, dass allezeit während der Frankfurter Frühjahrs- und Herbstmesse Pfalz-Zweibrücken die Kaufleute bis auf nassau-saarbrückischen Grund und Boden, bis auf den „Randriß“ (Rentrisch) genannt, alda eine große Birke gestanden, geleitet habe.
Der Mühlenweiher, der wasserreiche Bach und der reichlich vorhandene Wald um Rentrisch zogen später erneut Menschen an, die hier arbeiten oder leben wollten. Der Abt von Wadgassen, Petrus Marx, baute 1690 mit Hans Nickel Klein eine Sägemühle nahe der heutigen Gemarkungsgrenze zu St. Ingbert (Holzers Berg). Die Rubrik "Rentrisch" findet sich das erste Mal Anno 1707 in der Rechnungslegung. 1728 bestand hier ein Grenzkonflikt: „Nassau-Saarbrücken stößet und grenzet [an die St. Ingberter Gemarkung] an der sogenannten Spill beim Rentrisch. Obwohlen alle Dokumente und Bannweistümer … solches bezeugen, so wollen die Saarbrücker nicht allerdings die St. Ingberter bis auf den Rentrisch gelangen lassen: da doch unten an dem Rentrisch ein Stein stehet, welcher St. Ingbert dahinweiset.“ Der Aufschwung des Ortes Rentrisch setzte kräftig ein, als 1759 die Unternehmerin Katharina Loth ein Hammerwerk errichtete, den „Rentrischer Hammer“ oder „Lottenhammer“. Auf ihm trieben fünf Wasserräder drei Eisenhämmer und drei Frischfeuergebläse an.

### 19. Jahrhundert bis heute
Ende des 19. Jahrhunderts kauften die damals selbstständigen Städte und heutigen Saarbrücker Stadtteile St. Johann und Malstatt-Burbach Wiesengelände in Rentrisch auf und errichteten dort Wasserwerke. Bis heute arbeitet das 1927 erbaute Saarbrücker Wasserwerk und unterhält 16 Brunnen.
Die verkehrsgünstige Lage zwischen St. Ingbert und Saarbrücken, inmitten eines Waldgebietes, machte das Dorf zu einem beliebten Wohnort.
Ab 1957 hatte Rentrisch eine eigene Gemeindeverwaltung. Am 1. Januar 1974 wurde die bis dahin eigenständige Gemeinde Rentrisch im Zuge der saarländischen Gebiets- und Verwaltungsreform mit vier anderen Kommunen in die Stadt St. Ingbert eingegliedert.

## Politik

### Ortsrat
Bei den Kommunalwahlen im Saarland 2024 am 9. Juni ergab sich folgendes amtliches Endergebnis:
| Parteien und Wählergemeinschaften | Parteien und Wählergemeinschaften           | Sitze 2024 |   |
| CDU                               | Christlich Demokratische Union Deutschlands | 6          |   |
| SPD                               | Sozialdemokratische Partei Deutschlands     | 3          |   |
| Gesamt                            | Gesamt                                      | 9          | 9 |

### Ortsvorsteher
- Stefan Paulus (CDU)[14]

### Wappen
Am 11. Juli 1966 verlieh Innenminister Schnur der Gemeinde Rentrisch ein Wappen. Entworfen wurde es von Eberhard Dehnke aus Saarbrücken. Er beschrieb es wie folgt:
An der Stelle des heutigen Ortes Rentrisch lässt sich zunächst eine Sägemühle nachweisen, die das Holz der reichen, umliegenden Waldungen verarbeitete. Dieser "Ortskern" wird durch das silberne, sägeförmig endende Schildhaupt symbolisiert.
Territorial gehörte Rentrisch zur Grafschaft Saarbrücken. Nicht nur die Farben blau-weiß weisen darauf hin, sondern auch die dem Wappen der Grafen von Saarbrücken-Commercy entnommenen Fußwiderspitzenkreuze. Sie begleiten die durch einen goldenen Balken versinnbildlichte Kaiserstraße, die die Lebensader des Ortes darstellte und die unter dem Geleitschutz der Saarbrücker Grafen stand. Das Geleitrecht der Grafen endete in Rentrisch. Das Gold wurde für den Balken gewählt, da die Grafschaft Saarbrücken auf Nassau (blau-gold) überging.

## Sehenswürdigkeiten
Bedeutende Sehenswürdigkeiten sind der Spellenstein und das Kulturhaus.

## Persönlichkeiten
- Katharina Loth (um 1700–1762), Unternehmerin, Gründerin des „Rentrischer Hammers“
- Josef Kurtz (1903–1970), in Rentrisch geborener Landwirt und Politiker, Mitglied des Saarländischen Landtags und des Bundestags